# 小寺敬一
小寺 敬一（こでら よしかず、1894年6月29日 - 1951年9月16日）は、日本の経営学者。関西学院高等商業学部教授。大丸百貨店監査役、神戸ゴルフ倶楽部理事。族籍は兵庫県士族。兵庫県多額納税者。氏の本宅については本記事の「邸宅」の節及び「日本一の富豪村・住吉村」を、別荘は「六甲山荘」の記事を参照。
第10代学校法人関西学院院長の小寺武四郎、元ユニチカ社長の小寺新六郎は甥。

## 略歴
大日本紡績監査役の小寺成蔵の長男として生まれる。
1912年、兵庫県立第一神戸中学校を卒業し、関西学院高等学部に進学し、同学部商科第1期卒業生（16年）12名の一人となった。その後、アメリカ・インディアナ大学、コロンビア大学に留学する。1919年、鐘淵紡績に入り営業部取引係に勤務するが辞職し、1920年、関西学院高等学部教授に就任する。
1940年、J．J．ミックルJr．の後任として関西学院会計課長に、1944年の組織改革による財務部発足時には初代財務部長に就任した。その他、大丸百貨店監査役、神戸ゴルフ倶楽部理事も務めた。
学制改革後は関西学院短期大学商科教授として経営学、貿易論あるいは商業英語を担当した。六甲の自宅別荘にて現職のまま死去した。

## 邸宅
住吉村の本宅は、阪神間モダニズムの時期にウィリアム・メレル・ヴォーリズの設計で建てられた広荘なスペイン風建築で、武田資料館（武田薬品工業創業家別邸〈「銜艸居」〉）の北隣にあった。

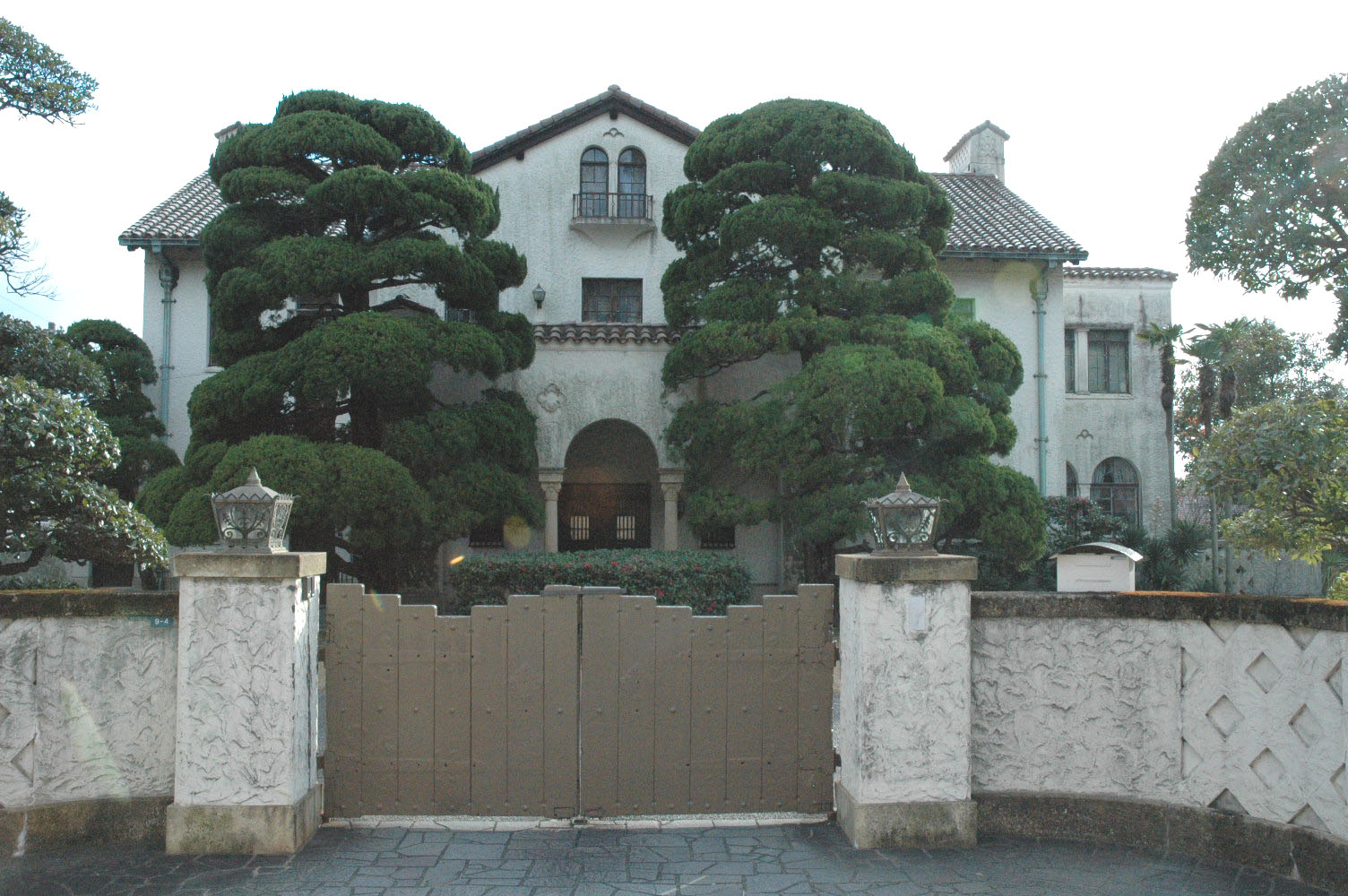
旧小寺敬一邸画像（「阪神間モダニズム#当時建設された主な施設・建築物等」より）

この小寺敬一邸の南側・又隣、旧武田長兵衛邸（「銜艸居」）の道を隔てた南隣りは日本生命創業者・弘世助三郎の邸宅、すなわち、1934年に建てられた弘世家（弘世助三郎）の別邸。1945年に占領軍の接収を心配した弘世現が中国人貿易商の黄萬居に売却し、中華料理店「蘇州園」として使われたのち、1995年より結婚式場（「弘世現#外部リンク」参照）。
この界隈は、「日本一の富豪村」と呼ばれ、なかでも久原房之助（日立製作所・日産自動車・日本鉱業等の創立の基盤となった久原鉱業所（日立銅山）創業者、久原財閥総帥、「鉱山王」）の邸宅は、敷地面積は３万坪と甲子園球場の２・５個分の広さ、敷地内には果樹園、病院、発電所等が建てられ、特に子供の為に小さな本物の機関車を走らせていたとか、六甲山の冷風を送るため、山から直通トンネルを掘ったとのエピソードも残っており、住吉村の大邸宅群の中でもひときわ異彩を放っていた。

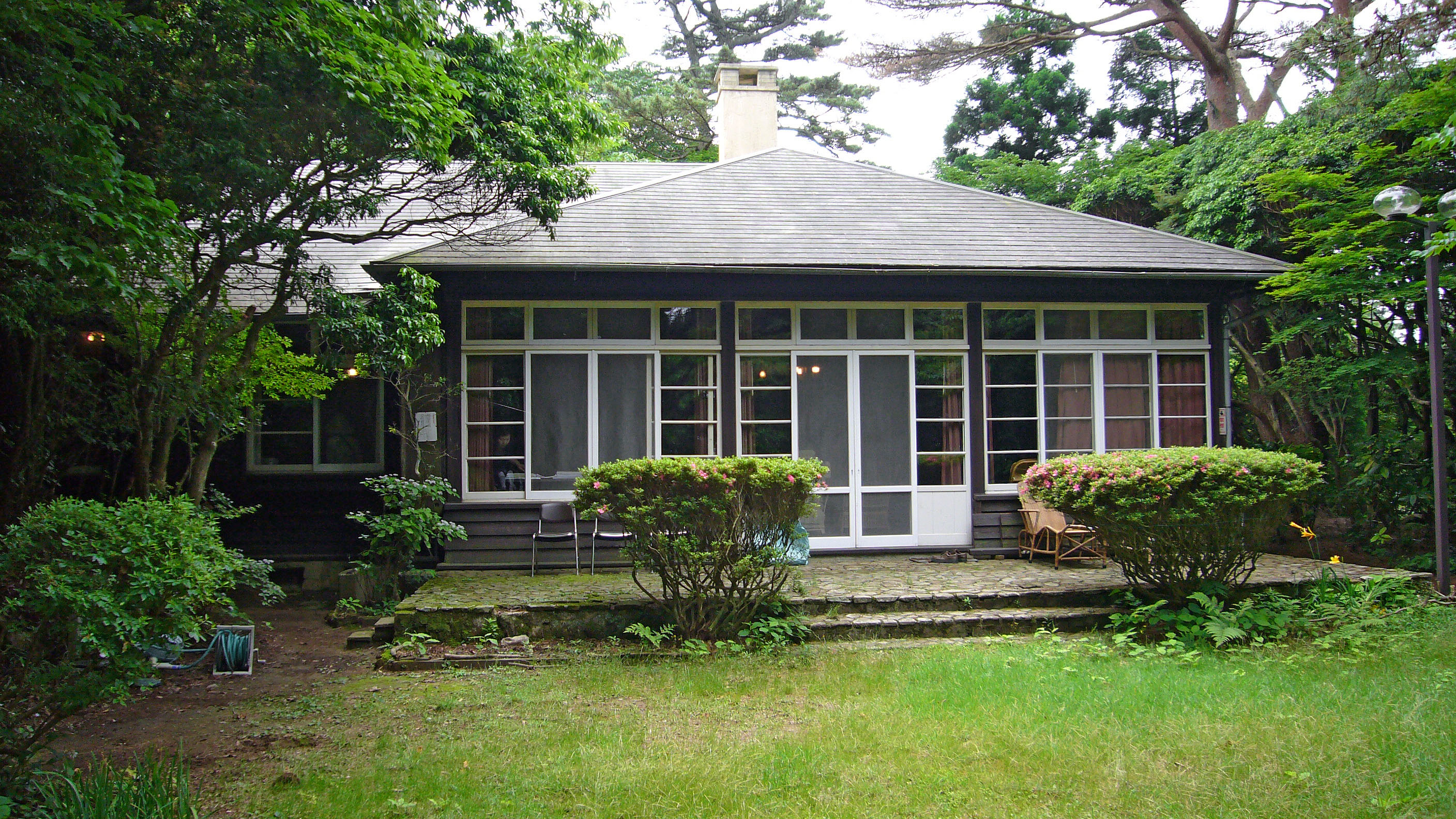
六甲山にある小寺敬一の別荘（六甲山荘)

## 系譜
- 父 - 成蔵
- 母 - しげ（旧姓：谷）
  - 長姉 - とき
  - 同夫 - 右近福次郎
  - 次姉 - ひさ（源吾と共に分家する）
  - 弟 - 酉二
  - 弟 - 修三
  - 同妻 - 花野（杉本鉞子の長女、コロンビア大学バーナード女学校卒）
    - 長男 - 敬成
    - 次男 - 直二
    - 三男 - 三郎